# Peter Schermuly

Peter Schermuly in seinem Münchner Atelier

Peter Schermuly (* 19. Oktober 1927 in Frankfurt am Main; † 6. Juni 2007 in Cesenatico, Italien) war ein deutscher Maler.

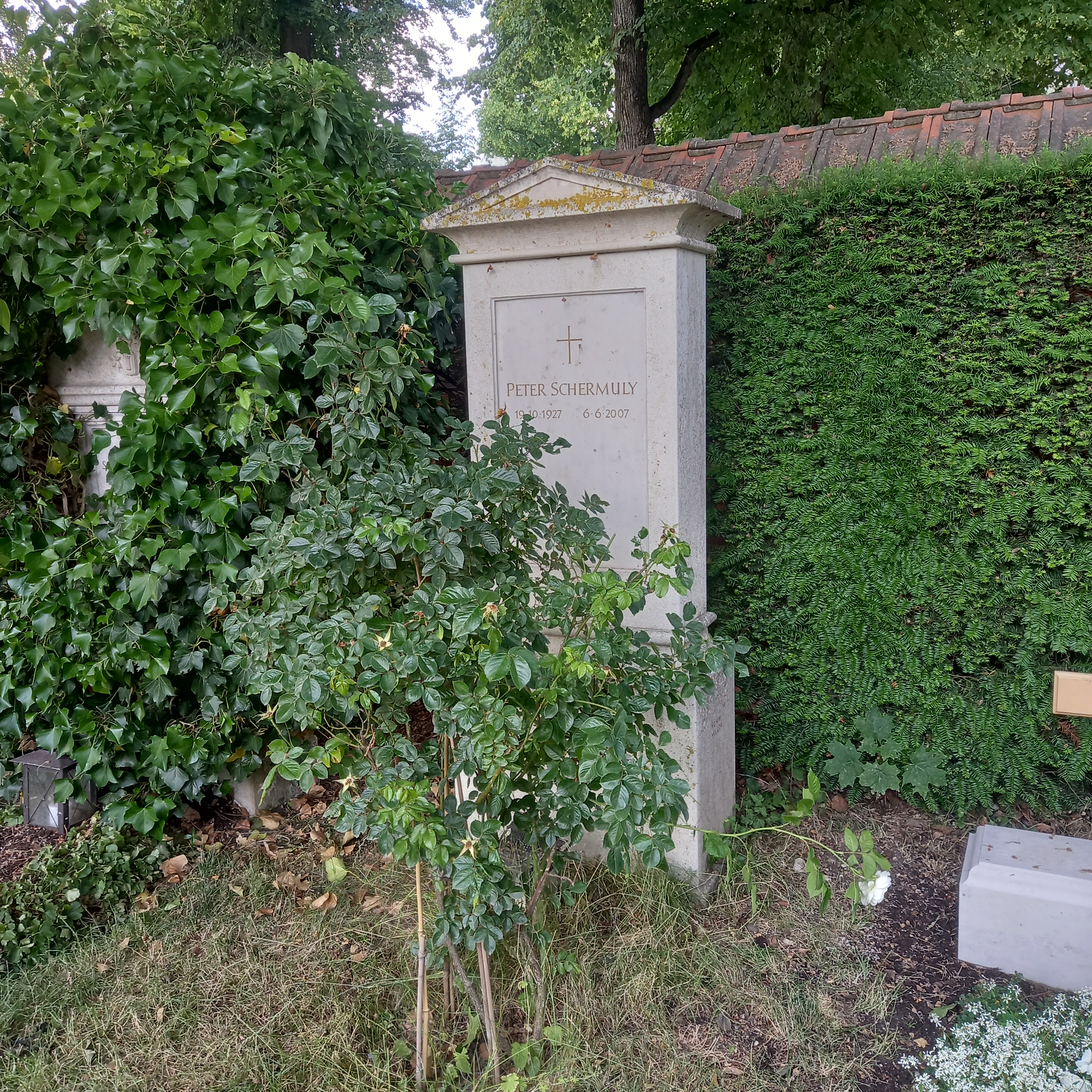
Das Grab von Peter Schermuly auf dem Nordfriedhof (München)

## Biographie
Schermuly wurde in Frankfurt am Main geboren. Kindheit und Jugend verbrachte er in Wiesbaden und machte dort am humanistischen Gymnasium sein Abitur. Alexej von Jawlensky hatte in Wiesbaden gelebt, und der junge Schermuly begegnete seinem Werk überall in den Sammlungen des Wiesbadener Bürgertums. Es war ein Antipode zum Expressionismus Jawlenskys, der Schermulys erster Lehrer wurde: Otto Ritschl, der unter Hitler nicht hatte ausstellen dürfen und der sich inzwischen zu einem konsequenten Vertreter einer „abstraction froide“ entwickelt hatte, ermöglichte Schermuly ab 1947 ein freies Malstudium in seinem Atelier.
Während eines langen Aufenthaltes im Engadin in den Jahren 1953 und 1954 trat Schermuly in Verbindung mit Hans Arp, der eine ursprüngliche Neigung zum Spielerischen und Absurden unterstützte. Schermuly schrieb einen großen Zyklus neodadaistischer Gedichte, aus dem er 1958 in der Eremitenpresse Teile veröffentlichte. Arp war es auch, der zusammen mit Fernand Léger einen Studienaufenthalt in Paris vermittelte, wo Schermuly in den Jahren 1955 und 1956 im Atelier des Fresques an der École Nationale des Beaux Arts bei Ducos de la Haille studierte und mit Sonia Delaunay und Victor Vasarely in Verbindung trat. Von 1961 bis 1964 lebte er wieder in Paris. In diesen Jahren begann er, sich vom Diktat der Ungegenständlichkeit zu lösen. Erste reale Körper tauchten in seiner Malerei auf, er studierte die großen Naiven, vor allem André Bauchant, dann auch André Derain und schließlich, indem er an den unvergessenen Eindruck der frühen Jugendjahre anknüpfte, die Venezianer und die französische Malerei zwischen Poussin und David. Die Ergebnisse dieses Entwicklungsprozesses zeigte Schermuly zum ersten Mal in einer Ausstellung des Museum Wiesbaden 1965.
Schermulys Malerei wurde von Anfang an von einer ausgedehnten kunsttheoretischen Tätigkeit begleitet. Schermuly hatte ab 1961 eine kunsthistorische Reihe für das französische Fernsehen betreut, er hatte an englischen und amerikanischen Akademien gelehrt und einige Schüler zu Malern gemacht. Eine Summe seiner Lehrtätigkeit enthält sein Film Ein Tizian von Rubens, der 1969 für die ARD produziert wurde und der sich mit der Arbeit des Künstlers im Spannungsfeld zwischen Tradition und Originalität auseinandersetzt. 
1983 versuchte Isy Brachot in Brüssel mit seiner Ausstellung Collection A eine erste Zuordnung, indem er Schermuly gemeinsam mit dem Anglo-Iren Stephen McKenna und dem Schweizer André Thomkins präsentierte. Aus dem Abstand, den Russland zur westlichen Kunstentwicklung besitzt, wurde die Sonderrolle Schermulys besonders deutlich gesehen. Die Ausstellungen in der Tretjakow-Galerie in Moskau 1991 und im Russischen Museum in St. Petersburg 1992 überraschten das russische Publikum mit einer aus Deutschland nicht erwarteten Realismusauffassung. Das Irish Museum of Modern Art in Dublin stellte in seiner Ausstellung The Pursuit of Painting 1997 Akte und Stillleben Schermulys Hauptwerken von Balthus und Lucian Freud gegenüber und betonte damit die deutschen und die französischen Traditionslinien seiner Malerei.
Peter Schermuly lebte und arbeitete seit 1978 in München. Er starb in Italien auf einer Reise zu den Bildern seines Lieblingsmalers Lorenzo Lotto.

## Einzelausstellungen (Auswahl)
- 1963 Galerie Berry Lardy, Paris
- 1965 Hessisches Landesmuseum, Wiesbaden
- 1968 Galerie von Oertzen, Frankfurt am Main
- 1976 Galerie Moering, Phantasien (Aquarelle 1975–1976)
- 1978 Städtische Galerie Villa Clementine, Wiesbaden
- 1979 Galerie Agapi, Hamburg
- 1980 Galerie Seifert-Binder, München
- 1981 Sander-Gallery, Washington; Atelier Castell, Frankfurt a. Main: Zeichnungen
- 1986 Galerie Brönner, Frankfurt am Main (Katalog)
- 1989–90 Hessisches Landesmuseum, Wiesbaden, Retrospektive 1948–1989 (Katalog)
- 1991 Neue Tretjakow-Galerie, Moskau (Katalog)
- 1992 Russisches Museum, St. Petersburg (Katalog)
- 1993 Galerie Nikolaus Fischer, Frankfurt am Main
- 1994 Galerie Schloß Neuhaus, Salzburg (Katalog)
- 1999 Broodthaers & Bertrand Art Gallery, Brüssel
- 2000 Galerie der Bayerischen Landesbank, München (Katalog)
- 2001 Döbele fine art, Dresden (Flyer)
- 2007 Galerie P13, München, zum 80. Geburtstag (Flyer)

## Gruppenausstellungen (Auswahl)
- 1959 Städtisches Museum, Gemäldegalerie Wiesbaden: Deutscher Künstlerbund
- 1983 Galerie Isy Brachot, Brüssel: Collection A (Katalog)
- 1986 Galerie Bismarckstraße, Köln: McKenna -Schermuly
- 1993 1. Realismus-Triennale, Künstlersonderbund Deutschland, Martin-Gropius-Bau, Berlin (Katalog)
- 1996 2. Realismus-Triennale, Künstlersonderbund Deutschland, Martin-Gropius-Bau, Berlin: Die Kraft der Bilder (Katalog)
- 1997 Irish Museum of Modern Art, Dublin: The Pursuit of Painting (Katalog)
- 1998 Galerie Art Store, Brüssel: Salon Vache
- 2005 Kommunale Galerie, Berlin, Künstlersonderbund Deutschland: KYTHERA Vom Geheimnis des Sichtbaren (Katalog)
- 2006 Städtische Galerie im Park, Viersen: StillLeben (Katalog)
- 2008 Kunstverein Coburg, Coburg, Künstlersonderbund Deutschland: LEBENSSPUREN Realismus der Gegenwart (Katalog)
- 2008 Galerie Burg Beeskow, Landkreis Oder/Spree, Künstlersonderbund Deutschland: LEBENSSPUREN Realismus der Gegenwart (Katalog)